# استيراد / تصدير
استيراد / تصدير (بالإنجليزية: Import Export) هو فيلم دراما
أُصدر في 2007، و18 أكتوبر 2007، في ألمانيا. وقد أخرجه أولريتش سيدل، وكَتَب السيناريو أولريتش سيدل، وفيرونيكا فرانز.

## القصة
تقع أحداث الفيلم في أوكرانيا، والنمسا.

## طاقم التمثيل
- ماريا هوستاتير
- بريجيت كرين
- سوزان لوثار
- Herbert Fritsch  [لغات أخرى]‏
- توماس ناش  [لغات أخرى]‏
- Dirk Stermann [الإنجليزية]‏
- Petra Morzé  [لغات أخرى]‏
- جورج فريدريك
- Michael Thomas  [لغات أخرى]‏

## الإنتاج

### التصوير
صوّر الفيلم في التشيك، وكان إدوارد لاكمان، وولفغانغ تالر مديرًا لتصوير الفيلم.

## الاستقبال

### الجوائز والترشيحات
الجوائز
الترشيحات

## وصلات خارجية
- استيراد / تصدير على موقع IMDb (الإنجليزية)
- استيراد / تصدير على موقع نتفليكس (الإنجليزية)
- استيراد / تصدير على موقع ألو سيني (الفرنسية)
- استيراد / تصدير على موقع Turner Classic Movies (الإنجليزية)
- استيراد / تصدير على موقع أول موفي (الإنجليزية)
- استيراد / تصدير على موقع فيلمافينيتي (الإسبانية)
- استيراد / تصدير على موقع قاعدة بيانات الأفلام السويدية (السويدية)
- استيراد / تصدير على موقع قاعدة بيانات الفيلم (الإنجليزية)
- استيراد / تصدير على موقع ليتربوكسد (الإنجليزية)
- استيراد / تصدير على موقع كينوبويسك (الروسية)